# Bildkorrelation
Die Bildkorrelation oder auch digitale Bildkorrelation (englisch digital image correlation oder kurz DIC) ist ein kamerabasiertes Verfahren zur berührungslosen Verformungsmessung. Es wird überwiegend zur Materialprüfung und bei mechanischen Komponententests eingesetzt.

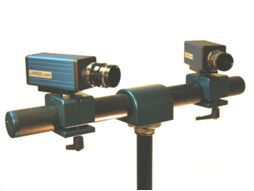
3D-Bildkorrelationssystem mit zwei Kameras

## Funktionsprinzip
Während der Verformung werden Bilder des Bauteils mit Industriekameras aufgezeichnet:
- mit nur einer Kamera können Verschiebungen und Dehnungen in der Bauteilebene flacher Bauteile gemessen werden
- mit zwei Kameras können 3D-Verschiebungen und Dehnungen auf beliebigen Objektgeometrien gemessen werden.

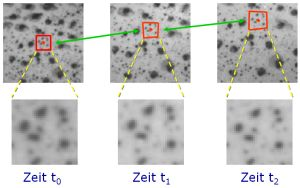
Verschiedene Verformungszustände einer Probenoberfläche mit Specklemuster

Die zu messende Objektoberfläche ist mit einem zufälligen Punktemuster versehen. Dies wird entweder von der natürlichen Oberflächenstruktur der Probe erzeugt oder mit verschiedenen Verfahren aufgebracht.
Die Algorithmen zur Bildkorrelation arbeiten ähnlich wie Mustererkennungsverfahren und identifizieren das im Bild verschobene und verformte Muster in den aufgezeichneten Kamerabildern. Aus den gemessenen Pixelkoordinaten des Musters werden Verschiebungen und Dehnungen in der Bauteiloberfläche flächenhaft und mit hoher Präzision berechnet.
Die Bildkorrelation ermittelt anhand des an den Messstellen beobachteten Musterfließens die „wahre“ oder logarithmische Dehnung.
Hingegen erfassen Messverfahren, die direkt den Abstand zwischen Messmarken bestimmen, die technische Dehnung bezogen auf den Anfangsabstand der Messmarken.

## 3D-Messung mit Stereoaufbau

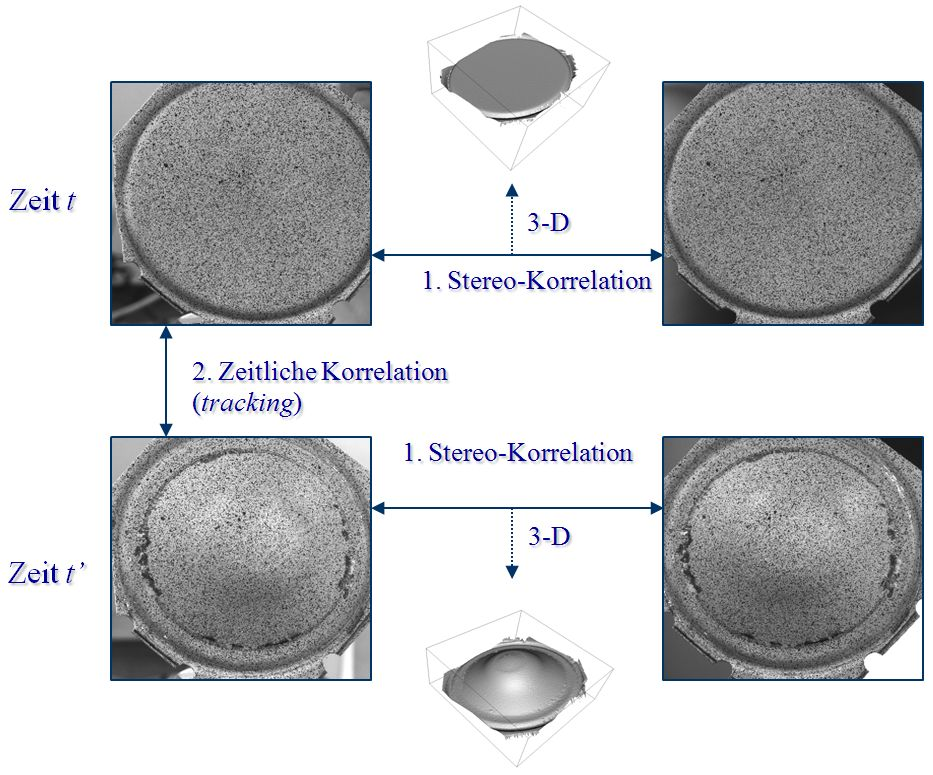
Mehrfache Korrelation zur Messung von 3D-Koordinaten und Verformung

Ein 3D-Bildkorrelationssystem basiert auf der Kombination von Korrelationsverfahren mit Photogrammetrie. Dadurch werden an jedem Kamerapixel bzw. Oberflächenpunkt des Bauteils die entsprechenden 3D-Koordinaten des Objektes und der 3D-Verformung (Verschiebungsvektor) bestimmt. 
Bei einem stereoskopischen Aufbau mit zwei Kameras sind mehrere Korrelationen erforderlich. um die Geometrie und die Verformung/Verschiebung des Bauteils zu messen:
1. Aus der Stereokorrelation zwischen linkem und rechtem Kamerabild werden die 3D-Koordinaten x,y,z berechnet.
2. Aus der zeitlichen Korrelation, z. B. zwischen linkem Referenzbild und linkem Bild im verformten Zustand, wird die 3D-Verschiebung (u,v,w) berechnet.